# Ressons-le-Long
Ressons-le-Long är en kommun i departementet Aisne i regionen Hauts-de-France i norra Frankrike. Kommunen ligger  i kantonen Vic-sur-Aisne som ligger i arrondissementet Soissons. År 2022 hade Ressons-le-Long 780 invånare.

## Befolkningsutveckling
Antalet invånare i kommunen Ressons-le-Long
Referens: INSEE